# Uwe Messerschmidt
Uwe Messerschmidt (Schwäbisch Gmünd, 22 de janeiro de 1962) é um ex-ciclista alemão que representou a Alemanha Ocidental nos Jogos Olímpicos de Verão de 1984 e 1988. Conquistou a medalha de prata em 1984, na prova de corrida por pontos. Foi um ciclista profissional de 1993 à 1997.